# Анна Ратиборская
Анна Ратиборская (пол. Anna raciborska;1292/1298 — 1340) — силезская княжна из опольско-ратиборской линии династии Силезских Пястов, жена князя Опавского и Ратиборско-опавского Микулаша II (1288 — 1365).

## Биография
Анна была старшей дочерью князя Пшемыслава Ратиборского (1258/1268 — 1306) и Анны Мазовецкой (1274—1327/1337), дочери князя мазовецкого и черского Конрада II.
В 1318 году Анна вышла замуж за Микулаша II, князя Опавского. Благодаря этому браку в 1336 году, когда умер ее бездетный брат, князь Лешек Ратиборский, Микулаш II от ее имени предъявил права на Ратиборское княжество. Несмотря на сопротивление силезских князей, родственников покойного Лешека, король Чехии Иоганн Люксембургский в 1337 году по праву сюзерена принял решение передать Ратиборское княжество опавскому князю, который был его преданным сторонником. Микулаш объединил свои владения, в результате чего образовалось Ратиборско-опавское княжество.
Анна умерла вскоре после этого, предположительно в 1340 году, и была похоронена в доминиканском монастыре в Рацибуже.
От брака с Микулашем II у Анны Ратиборской было пятеро детей:
- Евфимия (ок.1319 – 1352), замужем за князем Земовитом III Мазовецким
- Елизавета (ок.1321 – 1386), монахиня в Рацибуже
- Агнес (ок.1323 – 1404), монахиня в Рацибуже
- Анна (ок. 1325 – 1361), замужем за графом Бурхардом фон Хардег унд Рец
- Маргарита (ок.1330 — 1363), замужем за маркграфом Моравии Иоганном Генрихом
- Ян I (ок.1332 – 1380/1382), князь Ратиборско-крновский

## Литературы
- Adam Kłodziński, w: Polski Słownik Biograficzny. T. 1. Kraków: Polska Akademia Umiejętności – Skład Główny w Księgarniach Gebethnera i Wolffa, 1935, s. 119. Reprint: Zakład Narodowy im. Ossolińskich, Kraków 1989, ISBN 83-04-03484-0
- Raciborzanie Tysiąclecia, K. Gruchot (red.), G. Wawoczny (red.), R. Kincel, Racibórz: wyd. Nowiny Raciborskie, 2002, ISBN 83-912666-2-1, OCLC 69501871.
- Kazimierz Jasiński. Rodowód Piastów śląskich. 2. vyd. Kraków: Avalon, 2007. 720 s. ISBN 978-83-60448-28-1.